# Visurgis AG (Hamburg)
Die Dampfschiffahrtsgesellschaft „Visurgis“ AG war eine 1921 gegründete, zunächst in Bremen, ab 1927 in Hamburg beheimatete Reederei, Nachfolgerin der liquidierten Bremer Rhederei „Visurgis“ AG.
Die Gesellschaft operierte nicht erfolgreich. Sie erwarb zwar zwei Dampfschiffe, ging aber bereits nach wenigen Jahren in Liquidation und erlosch Ende 1935.

## Gründung
Die 1897 aus der Firma Gildemeister & Ries in Bremen hervorgegangene Großsegler-Reederei „Visurgis“ war bereits in den letzten Jahren vor dem Ersten Weltkrieg in Schwierigkeiten geraten und 1912 in Liquidation gegangen. Da ihre fünf verbliebenen Schiffe während des Krieges in Chile interniert worden waren und nach Kriegsende an die Siegermächte ausgeliefert werden mussten, war eine Rettung der Gesellschaft nicht mehr möglich. Am 31. Oktober 1921 beschloss die außerordentliche Hauptversammlung, das verbliebene Vermögen der Gesellschaft an eine neu zu gründende Aktiengesellschaft zu verkaufen, in der die bisherigen Aktionäre proportional beteiligt sein würden.
Daraufhin wurde am 24. November 1921 in Bremen die Dampfschiffahrtsgesellschaft „Visurgis“ AG gegründet. Geschäftszweck war der Erwerb von Schiffen und der Betrieb einer Reederei und aller damit zusammenhängenden Geschäfte. Im Dezember 1922 übernahm die neue Gesellschaft das gesamte Liquidationsvermögen der bisherigen „Visurgis“.

## Schicksal
Die Reederei kaufte zwei alte Dampfschiffe: 1922 die 1899 als Viehtransporter gebaute Granada, die in Brema umbenannt wurde, und im August 1923 den 1906 gebauten Frachter Tranquebar, der in Hansa umgetauft wurde. Beide Schiffe wurden meist verchartert. Die Geschäfte der nicht sehr kapitalkräftigen Gesellschaft liefen jedoch nicht sehr erfolgreich. Die „Visurgis“, die ihren Geschäftssitz 1927 von Bremen nach Hamburg verlegte, fuhr jedes Jahr Verluste ein, wobei auch ungewöhnliche Umstände eine Rolle spielten: Eines der beiden Schiffe, wohl die Brema, lag 1924 einige Zeitlang in Buenos Aires beschlagnahmt fest, und beide Schiffe waren 1924 an eine Charterfirma in Oslo verchartert, die bald darauf in Insolvenz ging. Beide Vorfälle verursachten erhebliche finanzielle Einbußen und führten zu langwierigen Schadensersatzprozessen, die sich noch bis in die 1930er Jahre hinzogen. Schon nach wenigen Jahren befand sich die Reederei daher auf dem Weg zur Abwicklung. Die Brema wurde bereits im Februar 1927 nach Griechenland verkauft, die Hansa 1928 an die Reederei Arnold Bernstein in Hamburg, wo sie in Gravenstein umbenannt wurde.
Die Gesellschaft existierte danach noch mehrere Jahre, in der Hoffnung auf finanzielle Kompensation aufgrund noch immer laufender Gerichtsverfahren, ging dann aber Ende 1931 in Liquidation. Nachdem jedoch die in Argentinien und in Norwegen geltendgemachten Forderungen ergebnislos blieben, wurde die Dampfschiffahrtsgesellschaft „Visurgis“ AG in Liqu. am 28. Dezember 1935 aufgelöst.